# Серве, Жозеф
Жозеф Серве (фр. Joseph Servais; 28 ноября 1850, Халле, Бельгия — 28 августа 1885, Халле, Бельгия) — бельгийский виолончелист и музыкальный педагог. Младший сын и ученик Франсуа Серве.
В 1866 году окончил Брюссельскую консерваторию по классу своего отца. В том же году сопровождал отца в гастрольном турне по России, сразу после этого предпринял гастрольные поездки в Португалию (где выступал перед королём), Испанию, Францию, Германию и Нидерланды, испанские гастроли повторил в 1877 году (с пианистом Франсисом Планте). В 1868—1870 гг. солист придворной капеллы великого герцога Веймарского; по окончании службы вместе с братом Францем отправился в Пешт к Ференцу Листу, где семейный дуэт выступал с большим успехом. В начале 1870-х гг. вместе с пианистом Луи Брассеном и скрипачом Анри Вьётаном основал серию концертов камерной музыки в Брюсселе. Вьётан посвятил Серве-младшему оба своих концерта для виолончели с оркестром, и адресат первым их исполнил.
Исполнительская манера Серве-сына была, как отмечали современники, не столь блестящей, как у отца, но отличалась бо́льшим лиризмом. Он сочинил струнный квартет и работал над концертом для виолончели с оркестром, который остался неоконченным.
С 1872 года преподавал в Брюссельской консерватории, среди его учеников Эдуард Якобс и Луи Гласс.